# Heinz Fischer
Heinz Fischer, född 10 oktober 1938 i Graz, är en österrikisk socialdemokratisk politiker (SPÖ). Han var från den 8 juli 2004 till den 8 juli 2016 Österrikes förbundspresident efter att i valet ha besegrat den kristdemokratiska motkandidaten Benita Ferrero-Waldner (ÖVP).
I valet till förbundspresidentposten 25 april 2010 kandiderade han för omval för en andra mandatperiod om sex år. Ingen kandidat från ÖVP ställde upp i valet och redan på valdagens kväll stod det klart att Fischer som förhandstippat hade vunnit en stor seger. De preliminära siffrorna visade att han hade fått nära 79 procent av rösterna. Hans främsta konkurrenter i valet var Barbara Rosenkranz från det högerpopulistiska Frihetspartiet (FPÖ), som fick omkring 15 procent av rösterna, och Rudolf Gehring från ett litet kristet parti, som fick omkring fem procent av rösterna. Fischers sista mandatperiod slutade den 8 juli 2016. Han efterträddes av Alexander Van der Bellen.
Heinz Fischer är gift med Margit Fischer, född Binder 1943 i Stockholm.